# Abdulaziz Hatem
Abdulaziz Hatem (sinh ngày 28 tháng 10 năm 1990) là một cầu thủ bóng đá người Qatar gốc Sudan thi đấu ở vị trí tiền vệ cho Al-Rayyan.

## Sự nghiệp quốc tế

### Bàn thắng quốc tế
Tỉ số và kết quả liệt kê bàn thắng của Qatar trước.
| #   | Ngày                 | Địa điểm                                              | Đối thủ     | Tỉ số | Kết quả | Giải đấu                                   |
| --- | -------------------- | ----------------------------------------------------- | ----------- | ----- | ------- | ------------------------------------------ |
| 1.  | 24 tháng 3 năm 2018  | Basra Sports City, Basra, Iraq                        | Syria       | 1–1   | 2–2     | International Friendship Championship 2018 |
| 2.  | 25 tháng 1 năm 2019  | Sân vận động Thành phố Thể thao Zayed, Abu Dhabi, UAE | Hàn Quốc    | 1–0   | 1–0     | AFC Asian Cup 2019                         |
| 3.  | 1 tháng 2 năm 2019   | Sân vận động Thành phố Thể thao Zayed, Abu Dhabi, UAE | Nhật Bản    | 2–0   | 3–1     | AFC Asian Cup 2019                         |
| 4.  | 26 tháng 11 năm 2019 | Sân vận động Quốc tế Khalifa, Doha, Qatar             | Iraq        | 1–2   | 1–2     | Arabian Gulf Cup 24th                      |
| 5.  | 4 tháng 12 năm 2020  | Sân vận động Jassim bin Hamad, Doha, Qatar            | Bangladesh  | 1–0   | 5–0     | Vòng loại World Cup 2022                   |
| 6.  | 4 tháng 6 năm 2021   | Sân vận động Jassim bin Hamad, Doha, Qatar            | Ấn Độ       | 1–0   | 1–0     | Vòng loại World Cup 2022                   |
| 7.  | 17 tháng 7 năm 2021  | Sân vận động BBVA, Houston, Hoa Kỳ                    | Grenada     | 1–0   | 4–0     | Cúp Vàng CONCACAF 2021                     |
| 8.  | 20 tháng 7 năm 2021  | Sân vận động BBVA, Houston, Hoa Kỳ                    | Honduras    | 2–0   | 2–0     | Cúp Vàng CONCACAF 2021                     |
| 9.  | 24 tháng 7 năm 2021  | Sân vận động State Farm, Glendale, Hoa Kỳ             | El Salvador | 2–0   | 3–2     | Cúp Vàng CONCACAF 2021                     |
| 10. | 30 tháng 11 năm 2021 | Sân vận động Al Bayt, Al Khor, Qatar                  | Bahrain     | 1–0   | 1–0     | Cúp bóng đá Ả Rập 2021                     |
| 11. | 10 tháng 12 năm 2021 | Sân vận động Al Bayt, Al Khor, Qatar                  | UAE         | 4–0   | 5–0     | Cúp bóng đá Ả Rập 2021                     |

## Danh hiệu

### Câu lạc bộ
Al-Arabi
- Qatari Sheikh Jassim Cup: 2008, 2010, 2011

Al-Gharafa
- Qatari Stars Cup: 2018

### Quốc tế
Qatar
- Cúp bóng đá châu Á: 2019